# 指宿市
指宿市（いぶすきし）は、鹿児島県薩摩半島の南端にある市。
指宿温泉で知られる温泉地で古来より「湯豊宿（ゆほすき）」と呼ばれた。『和名抄』では「以夫須岐（いふすき）」と記された（市名は「指宿」、旧郡名は「揖宿」）。
観光促進と冷房節約の観点から、毎年4月下旬に行われる市長の「アロハ宣言」から10月末まで市職員・銀行職員などがアロハシャツを公用服として着用する。オクラの産地としても有名。

## 地理

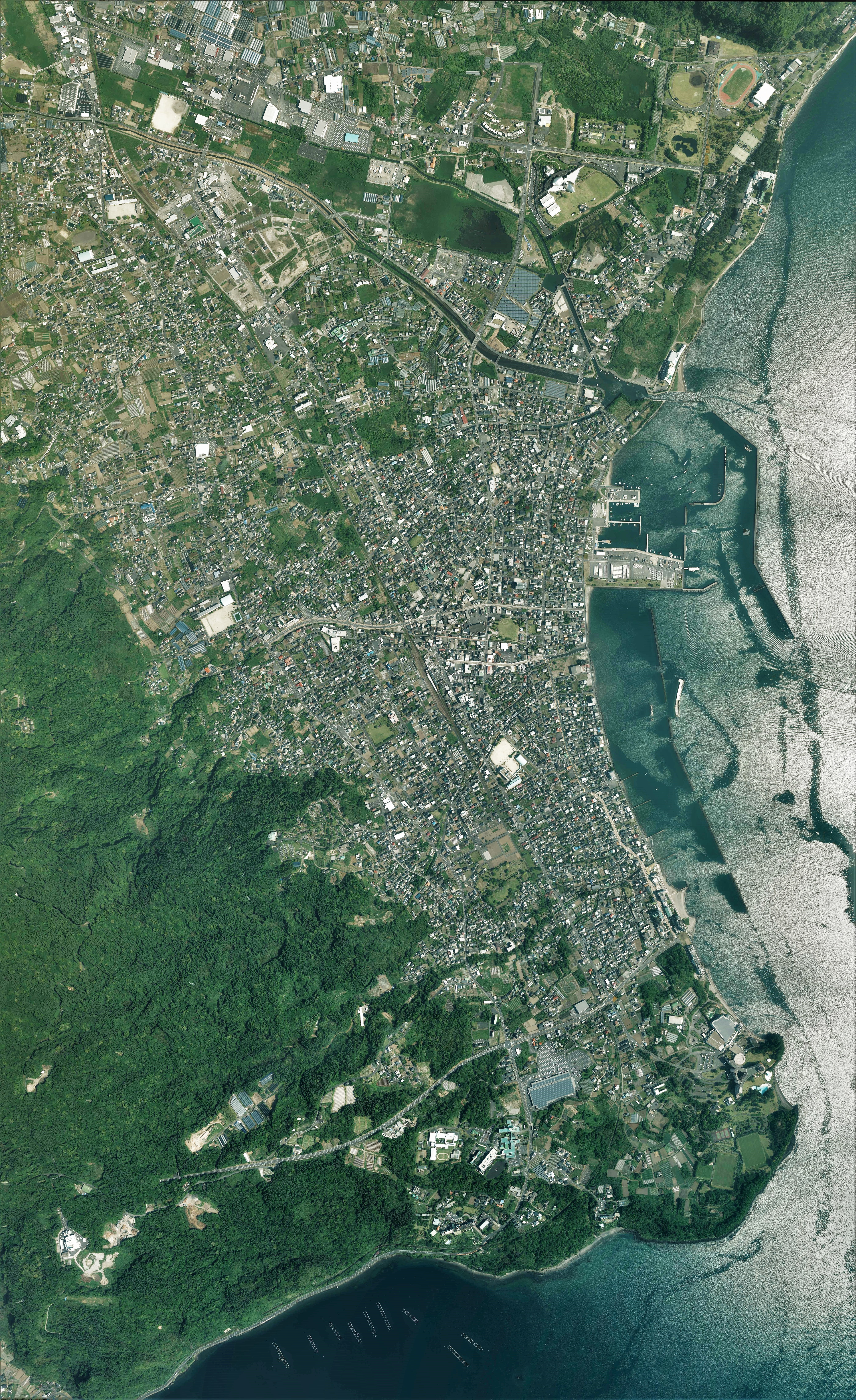
指宿市中心部周辺の空中写真。
2018年4月29日撮影の6枚を合成作成。。

鹿児島市から南へ約50kmの場所、薩摩半島の南東端に位置し、市の北東部から東部～南部～南西部にかけて東シナ海と鹿児島湾に面している。市域の中央部に池田湖があり、その東側には鰻池がある。市の南西部の東シナ海沿いには開聞岳がある。
主に海岸沿いに市街地が形成されているが、開聞岳近辺の地域では開聞岳より内陸に市街地がある。

### 気候
| 指宿（1991年 - 2020年）の気候      | 指宿（1991年 - 2020年）の気候 | 指宿（1991年 - 2020年）の気候 | 指宿（1991年 - 2020年）の気候 | 指宿（1991年 - 2020年）の気候 | 指宿（1991年 - 2020年）の気候 | 指宿（1991年 - 2020年）の気候 | 指宿（1991年 - 2020年）の気候 | 指宿（1991年 - 2020年）の気候 | 指宿（1991年 - 2020年）の気候 | 指宿（1991年 - 2020年）の気候 | 指宿（1991年 - 2020年）の気候 | 指宿（1991年 - 2020年）の気候 | 指宿（1991年 - 2020年）の気候 |
| 月                                 | 1月                           | 2月                           | 3月                           | 4月                           | 5月                           | 6月                           | 7月                           | 8月                           | 9月                           | 10月                          | 11月                          | 12月                          | 年                            |
| ---------------------------------- | ----------------------------- | ----------------------------- | ----------------------------- | ----------------------------- | ----------------------------- | ----------------------------- | ----------------------------- | ----------------------------- | ----------------------------- | ----------------------------- | ----------------------------- | ----------------------------- | ----------------------------- |
| 最高気温記録 °C （°F）             | 23.5 (74.3)                   | 24.0 (75.2)                   | 26.4 (79.5)                   | 28.8 (83.8)                   | 32.4 (90.3)                   | 33.8 (92.8)                   | 36.0 (96.8)                   | 36.9 (98.4)                   | 35.3 (95.5)                   | 33.5 (92.3)                   | 29.5 (85.1)                   | 25.8 (78.4)                   | 36.9 (98.4)                   |
| 平均最高気温 °C （°F）             | 13.2 (55.8)                   | 14.5 (58.1)                   | 17.5 (63.5)                   | 21.9 (71.4)                   | 25.6 (78.1)                   | 27.6 (81.7)                   | 31.7 (89.1)                   | 32.6 (90.7)                   | 30.1 (86.2)                   | 25.6 (78.1)                   | 20.4 (68.7)                   | 15.3 (59.5)                   | 23.0 (73.4)                   |
| 日平均気温 °C （°F）               | 8.7 (47.7)                    | 9.8 (49.6)                    | 12.6 (54.7)                   | 16.5 (61.7)                   | 20.4 (68.7)                   | 23.6 (74.5)                   | 27.5 (81.5)                   | 28.1 (82.6)                   | 25.5 (77.9)                   | 20.8 (69.4)                   | 15.7 (60.3)                   | 10.8 (51.4)                   | 18.3 (64.9)                   |
| 平均最低気温 °C （°F）             | 4.5 (40.1)                    | 5.2 (41.4)                    | 7.8 (46)                      | 11.5 (52.7)                   | 15.7 (60.3)                   | 20.3 (68.5)                   | 24.2 (75.6)                   | 24.7 (76.5)                   | 21.8 (71.2)                   | 16.7 (62.1)                   | 11.4 (52.5)                   | 6.6 (43.9)                    | 14.2 (57.6)                   |
| 最低気温記録 °C （°F）             | −3.4 (25.9)                   | −3.0 (26.6)                   | −1.6 (29.1)                   | 0.9 (33.6)                    | 6.9 (44.4)                    | 11.8 (53.2)                   | 17.0 (62.6)                   | 17.6 (63.7)                   | 12.6 (54.7)                   | 6.5 (43.7)                    | 2.7 (36.9)                    | −1.8 (28.8)                   | −3.4 (25.9)                   |
| 降水量 mm （inch）                 | 93.0 (3.661)                  | 133.4 (5.252)                 | 192.2 (7.567)                 | 232.3 (9.146)                 | 237.9 (9.366)                 | 592.0 (23.307)                | 352.8 (13.89)                 | 204.1 (8.035)                 | 239.2 (9.417)                 | 107.4 (4.228)                 | 120.3 (4.736)                 | 97.5 (3.839)                  | 2,602.1 (102.445)             |
| 平均降水日数 （≥1.0 mm）           | 9.3                           | 9.9                           | 12.6                          | 10.7                          | 10.3                          | 16.1                          | 11.0                          | 10.5                          | 11.0                          | 7.7                           | 8.4                           | 8.6                           | 126.1                         |
| 平均月間日照時間                   | 123.0                         | 134.1                         | 158.5                         | 175.8                         | 176.3                         | 105.7                         | 196.6                         | 221.2                         | 177.3                         | 182.0                         | 153.0                         | 136.1                         | 1,938.3                       |
| 出典1：Japan Meteorological Agency |                               |                               |                               |                               |                               |                               |                               |                               |                               |                               |                               |                               |                               |
| 出典2：気象庁                      |                               |                               |                               |                               |                               |                               |                               |                               |                               |                               |                               |                               |                               |

### 隣接している自治体
- 鹿児島市
- 南九州市

### 人口
| |                                        |  |
| 指宿市と全国の年齢別人口分布（2005年） | 指宿市の年齢・男女別人口分布（2005年） |  |
| ■紫色 ― 指宿市 ■緑色 ― 日本全国 | ■青色 ― 男性 ■赤色 ― 女性              |  |
| 指宿市（に相当する地域）の人口の推移 \| 1970年（昭和45年） \| 55,832人 \| \| \| 1975年（昭和50年） \| 55,282人 \| \| \| 1980年（昭和55年） \| 55,140人 \| \| \| 1985年（昭和60年） \| 54,781人 \| \| \| 1990年（平成2年） \| 52,292人 \| \| \| 1995年（平成7年） \| 50,529人 \| \| \| 2000年（平成12年） \| 48,750人 \| \| \| 2005年（平成17年） \| 46,822人 \| \| \| 2010年（平成22年） \| 44,396人 \| \| \| 2015年（平成27年） \| 41,831人 \| \| \| 2020年（令和2年） \| 39,011人 \| \| |                                        |  |
| 総務省統計局 国勢調査より |                                        |  |
| 1970年（昭和45年） | 55,832人                               |  |
| 1975年（昭和50年） | 55,282人                               |  |
| 1980年（昭和55年） | 55,140人                               |  |
| 1985年（昭和60年） | 54,781人                               |  |
| 1990年（平成2年） | 52,292人                               |  |
| 1995年（平成7年） | 50,529人                               |  |
| 2000年（平成12年） | 48,750人                               |  |
| 2005年（平成17年） | 46,822人                               |  |
| 2010年（平成22年） | 44,396人                               |  |
| 2015年（平成27年） | 41,831人                               |  |
| 2020年（令和2年） | 39,011人                               |  |

### 町名・大字
この項では2006年に新設合併により指宿市となった区域の町名及び大字の概略について記す。
1889年の町村制施行により、以下の各村が発足し、その区域に存在した藩政村は大字となった。
- 指宿村 - 西方、東方、十町、十二町
- 今和泉村 - 岩本、新西方、小牧、池田、利永
- 山川村 - 大山、成川、福元、岡児ヶ水
- 頴娃村の一部 - 十町、仙田

町村制施行以後、1930年に山川村、1933年に指宿村がそれぞれ町制施行し、1948年に今和泉村の大字利永が分割され利永村が発足した。1950年には頴娃村が町制施行するが翌年の1951年に頴娃村より大字十町及び大字仙田が分割され開聞町が発足し、1953年には山川町では戦災復興計画により区画整理が行われた区域について大規模な町の区域の設定が行われ大字福元の一部より、朝日町、入船町、金生町、潮見町、新生町、山下町が設置された。
1954年には指宿町と今和泉村が新設合併し（旧）指宿市が発足した。翌年の1955年には利永村が山川町と開聞村に分割編入され、同時に一部を編入した開聞村が町制施行し、開聞町に編入された利永村の区域をもって開聞町の大字上野が設置された。なお、山川町に編入された利永村の区域は山川町大字利永となった。翌年の1956年には開聞町大字仙田の一部より大字川尻が設置された。1958年には山川町の大字成川の一部より小川、浜児ヶ水が設置された。また、1984年には大字福元地先公有水面埋立地より新栄町が設置された。
旧指宿市では住居表示の実施に伴い、町の区域の設定が行われ1978年に湯の浜一丁目から湯の浜六丁目まで、1981年には湊一丁目から湊四丁目まで、1988年には大牟礼一丁目から大牟礼五丁目までが設置された。
新設合併により指宿市が2006年に発足した際には、山川町及び開聞町に含まれていた地域の大字名は従来の大字名に、山川町の区域の大字は「山川」、開聞町の区域の大字は「開聞」を冠したものに改称された。尚、旧指宿市の区域に含まれていた町及び大字については名称の変更が行われていない。

## 歴史

### 近現代
- 1889年（明治22年）4月1日 - 町村制施行により、現在の市域にあたる以下の村が発足。

揖宿郡
- 指宿村 ← 西方村, 東方村, 十町村, 十二町村
- 今和泉村 ← 岩本村, 新西方村, 小牧村, 池田村, 利永村
- 山川村 ← 福元村, 成川村, 大山村, 岡児ヶ水村

頴娃郡
- 頴娃村 ← 郡村, 十町村, 仙田村, 牧之内村, 御領村, 別府村, 上別府村

- 1896年（明治29年）3月29日 - 揖宿郡が頴娃郡を編入、揖宿郡頴娃村となる。
- 1930年（昭和5年）1月1日 - 山川村が町制施行、山川町となる。
- 1933年（昭和8年）5月1日 - 指宿村が町制施行し指宿町となる。
- 1938年（昭和13年）2月24日 - 大規模火災が発生。約350戸が焼失[8]。
- 1948年（昭和23年）9月1日 - 今和泉村の一部を分離し、利永村が発足。
- 1950年（昭和25年）8月1日 - 頴娃村が町制施行し頴娃町（現南九州市）となる。
- 1951年（昭和26年）10月1日 - 頴娃町の一部を分離し、開聞村が発足。
- 1954年（昭和29年）4月1日 - 指宿町と今和泉村が合併（新設合併）し市制施行。指宿市が発足。
- 1955年（昭和30年）4月1日 - 利永村を分割し、山川町と開聞村に編入。同時に開聞村が町制施行し、開聞町となる。
- 2004年（平成16年）12月17日 - 小泉純一郎首相と盧武鉉韓国大統領の会談が市内のホテルで行われた。
- 2006年（平成18年）1月1日 - 山川町・開聞町と合併（新設合併）し、新たに指宿市となる。

## 行政
- 市長：打越明司（2022年2月12日就任、1期目）

### 県の行政機関
- 鹿児島県警察：指宿警察署
- 南薩地域振興局指宿庁舎
- 指宿保健所

### 国の行政機関
- 熊本国税局指宿税務署
- 鹿児島労働局指宿公共職業安定所

## 議会

### 市議会
- 定数：18人
- 任期：2022年2月12日 - 2026年2月11日
- 議長：西森三義
- 副議長：山本敏勝

### 衆議院
- 選挙区：鹿児島2区（鹿児島市の一部、枕崎市、指宿市、南さつま市、奄美市、南九州市、大島郡）
- 任期：2021年10月31日 - 2025年10月30日
- 投票日：2021年10月31日
- 当日有権者数：337,186人
- 投票率：58.58％

| 当落 | 候補者名   | 年齢 | 所属党派   | 新旧別 | 得票数   | 重複 |
| ---- | ---------- | ---- | ---------- | ------ | -------- | ---- |
| 当   | 三反園訓   | 63   | 無所属     | 新     | 92,614票 |      |
|      | 金子万寿夫 | 74   | 自由民主党 | 前     | 80,469票 |      |
|      | 松崎真琴   | 63   | 日本共産党 | 新     | 21,084票 | ○    |

## 姉妹都市・友好都市

### 国内
- 人吉市（熊本県）- 1979年1月姉妹都市盟約
- 千歳市（北海道）- 1994年4月姉妹都市盟約

### 海外
- ロックハンプトン市（オーストラリア連邦クイーンズランド州）- 1980年11月姉妹都市盟約

## 教育・医療

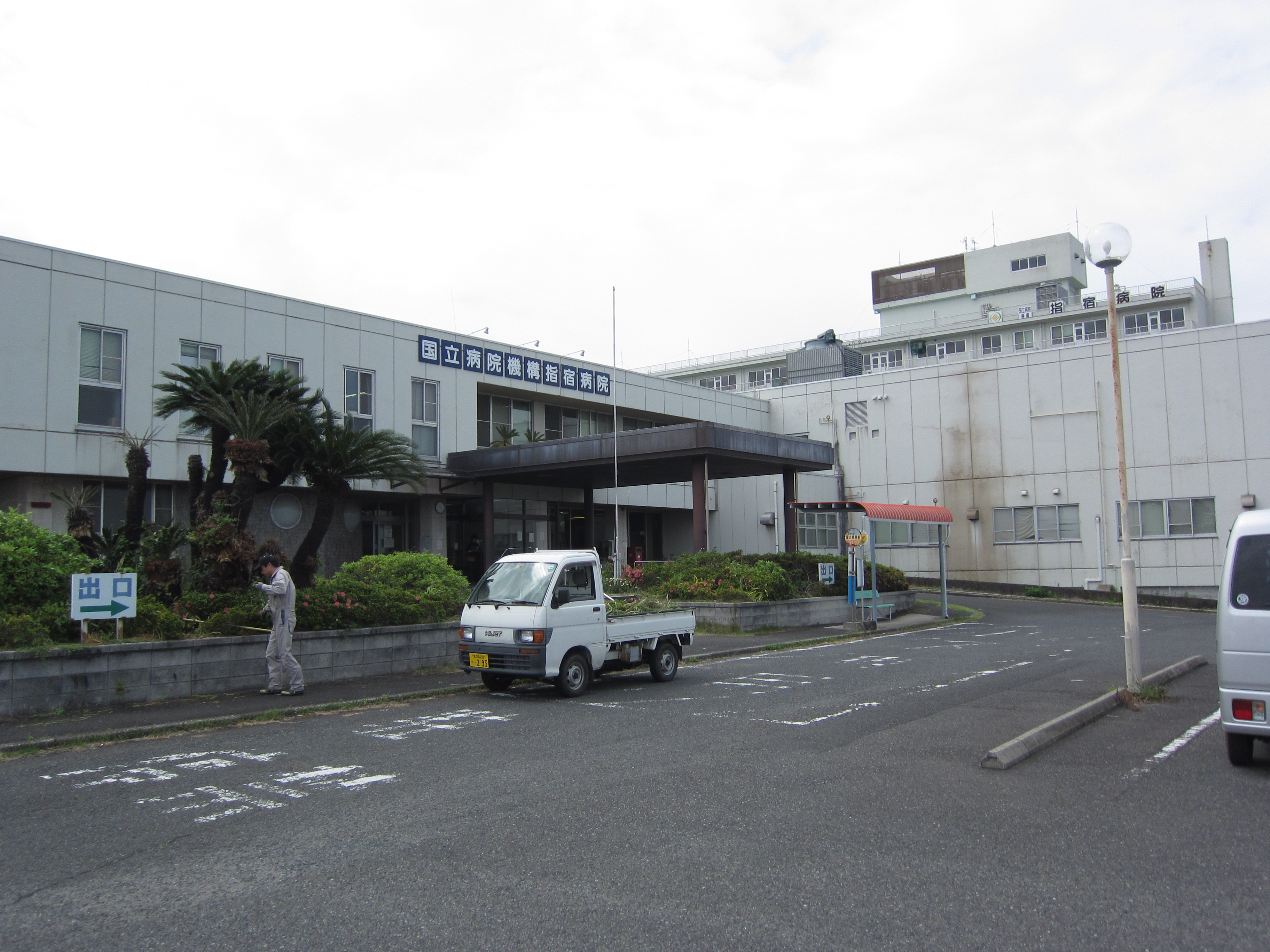
国立病院機構指宿病院

### 高等学校
- 鹿児島県立指宿高等学校
- 鹿児島県立山川高等学校
- 指宿市立指宿商業高等学校

### 中学校
市立
- 指宿市立北指宿中学校
- 指宿市立南指宿中学校
- 指宿市立西指宿中学校
- 指宿市立山川中学校
- 指宿市立開聞中学校

### 小学校
市立
| - 指宿市立指宿小学校 - 指宿市立魚見小学校 - 指宿市立柳田小学校 - 指宿市立丹波小学校 - 指宿市立今和泉小学校 - 指宿市立池田小学校 | - 指宿市立山川小学校 - 指宿市立開聞小学校 - 指宿市立川尻小学校 |

### 特別支援学校
- 鹿児島県立指宿特別支援学校

### 図書館
- 指宿市立図書館
  - 指宿図書館
  - 山川図書館

### 博物館

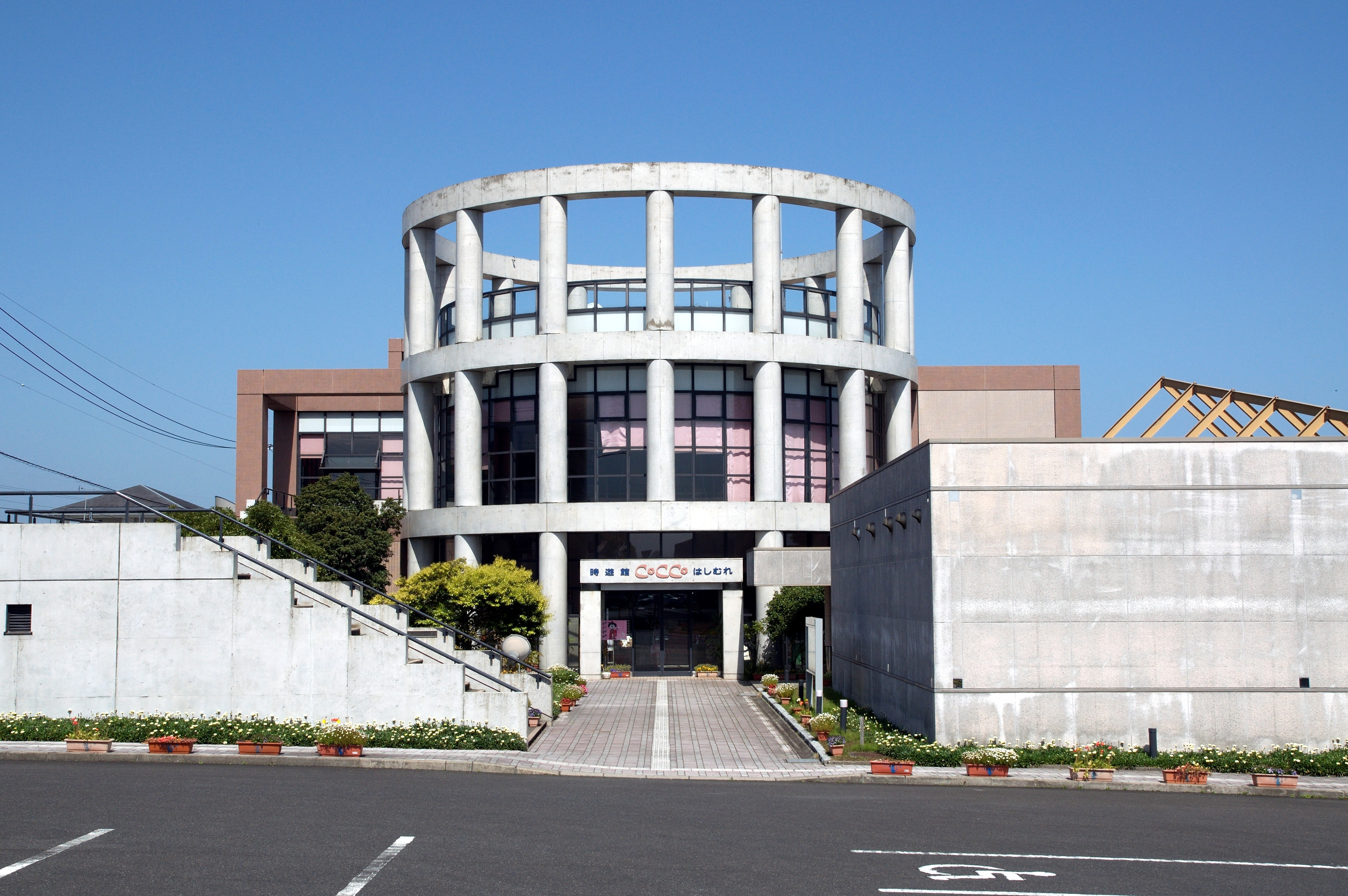
時遊館COCCOはしむれ
(指宿市考古博物館)

- 指宿市考古博物館「時遊館COCCOはしむれ」

### 主な病院
- 国立病院機構指宿医療センター
- メディポリス国際陽子線治療センター

## 交通

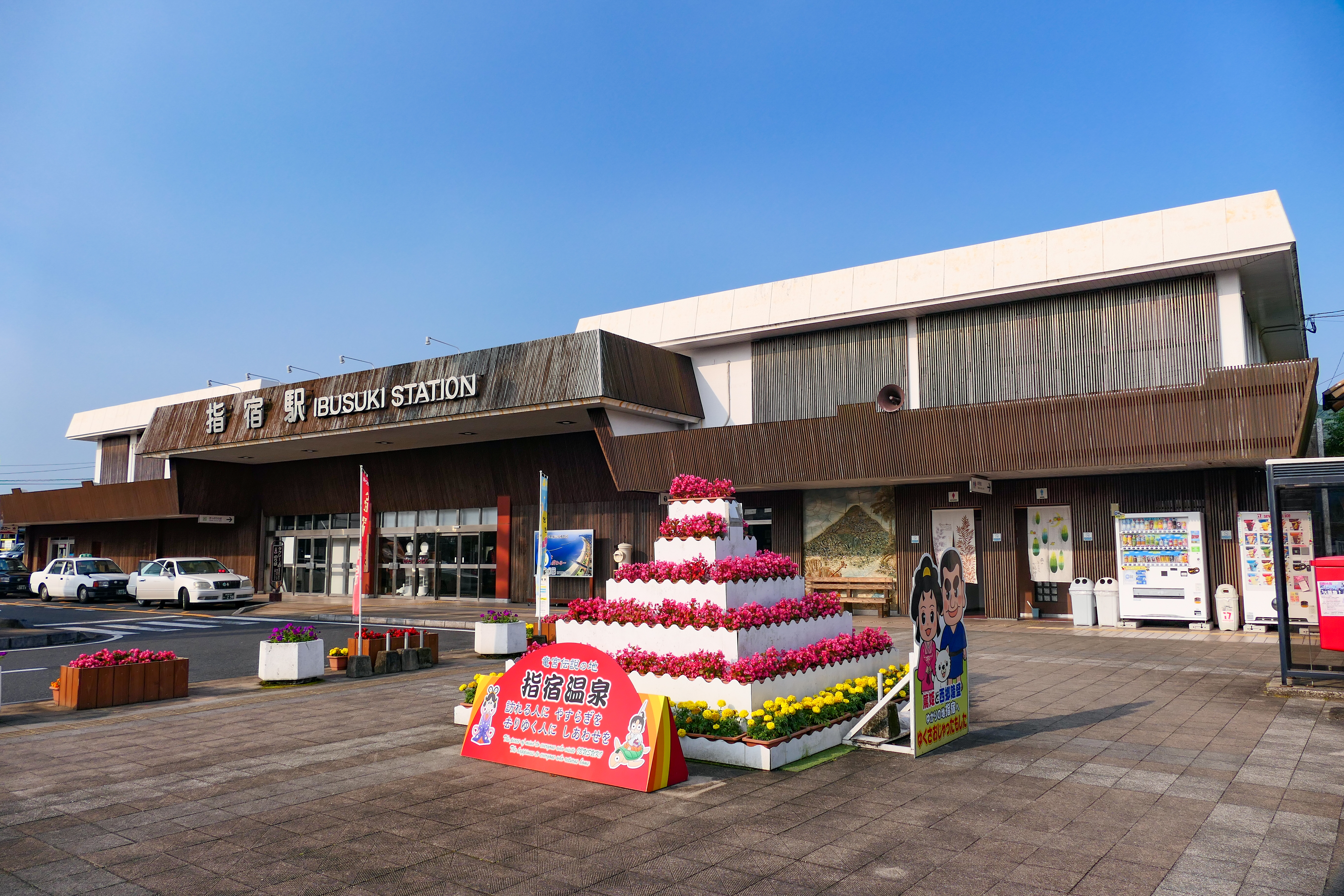
指宿駅

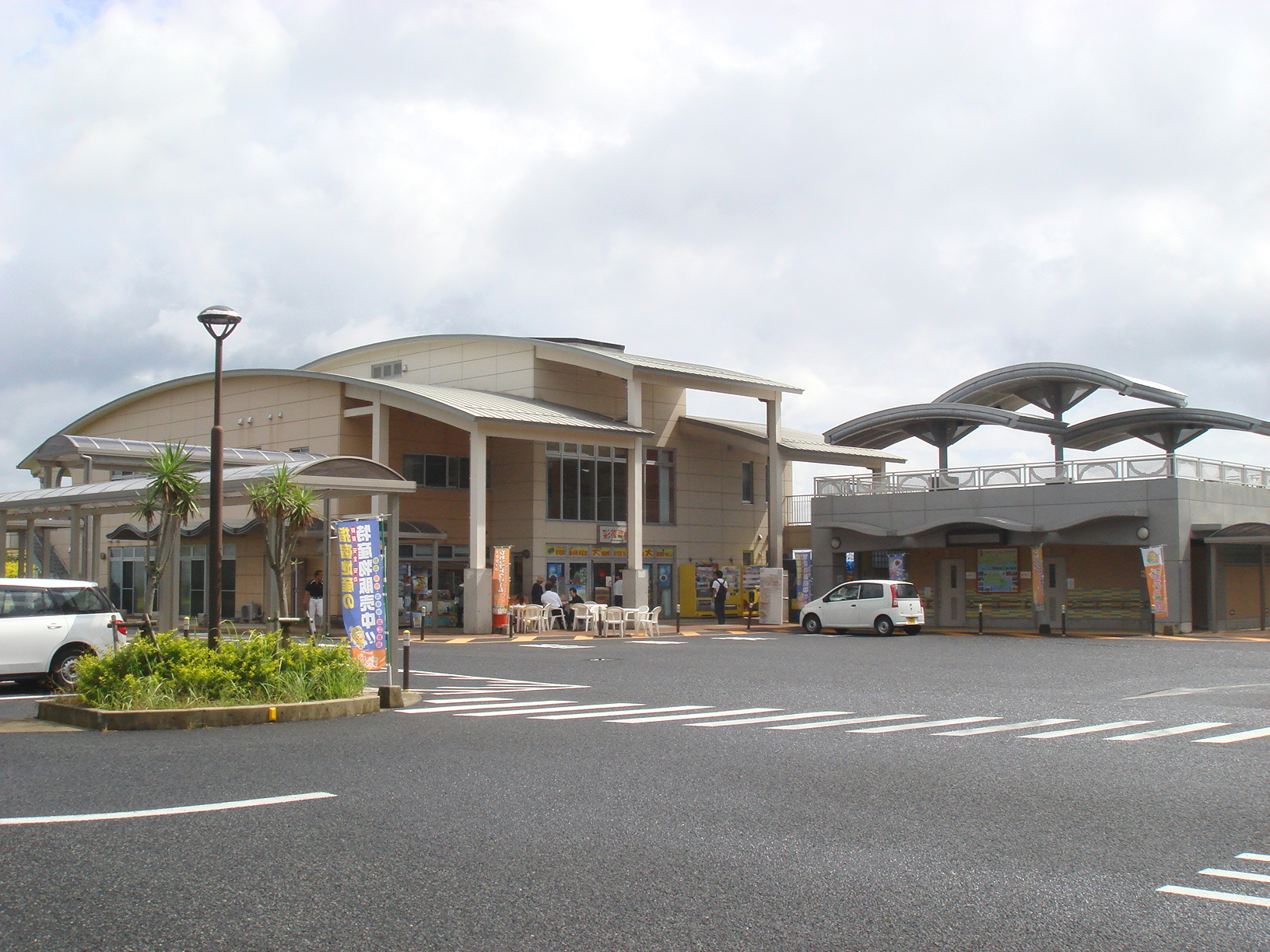
道の駅いぶすき

- 最寄り空港は鹿児島空港。

### 道路
高速道路の最寄りインターチェンジは九州自動車道鹿児島インターチェンジ。有料道路では指宿スカイライン頴娃インターチェンジ(ただし、指宿スカイラインは大迫地区まで無料区間がある)。

#### 一般国道
- 国道226号
- 国道269号
- 国道448号

#### 主要地方道
- 鹿児島県道17号指宿鹿児島インター線
- 鹿児島県道28号岩本開聞線

#### 一般県道
- 鹿児島県道236号頴娃宮ケ浜線
- 鹿児島県道237号宮ケ浜停車場線
- 鹿児島県道238号下里湊宮ケ浜線
- 鹿児島県道239号二月田停車場線
- 鹿児島県道240号指宿停車場線
- 鹿児島県道241号大山開聞線
- 鹿児島県道242号川尻浦山川線
- 鹿児島県道243号長崎鼻公園開聞線
- 鹿児島県道247号東方池田線

#### 道の駅
- 道の駅いぶすき
- 道の駅山川港活お海道

### 鉄道路線
- 九州旅客鉄道（JR九州）
  - 指宿枕崎線
    - 薩摩今和泉駅 - 宮ヶ浜駅 - 二月田駅 - 指宿駅 - 山川駅 - 大山駅 - 西大山駅 - 薩摩川尻駅 - 東開聞駅 - 開聞駅 - 入野駅
- 中心となる駅：指宿駅
- 隣接市町村への連絡、広範囲な連絡：指宿枕崎線
- 指宿駅・山川駅は指宿枕崎線の運行上の拠点となっており、山川駅以遠（枕崎方面）は列車本数が大きく減少する。西大山駅はJRの駅としては日本最南端に位置している。2011年3月12日からは、観光特急「指宿のたまて箱」が鹿児島中央駅と指宿駅との間を運行している。

### バス路線
- 鹿児島交通
  - 鹿児島市中心部 - 指宿市
  - 南九州市 - 指宿市
  - 鹿児島空港 - 鹿児島市南部 - 指宿市

#### コミュニティバス
- イッシーバス

### 定期航路
- 山川・根占フェリー
  - 指宿市の山川漁港と南大隅町の根占港とを50分程度の所要時間で結んでいる。

### 港湾
- 指宿港
- 山川漁港

## 名所・旧跡・観光スポット・祭事・催事

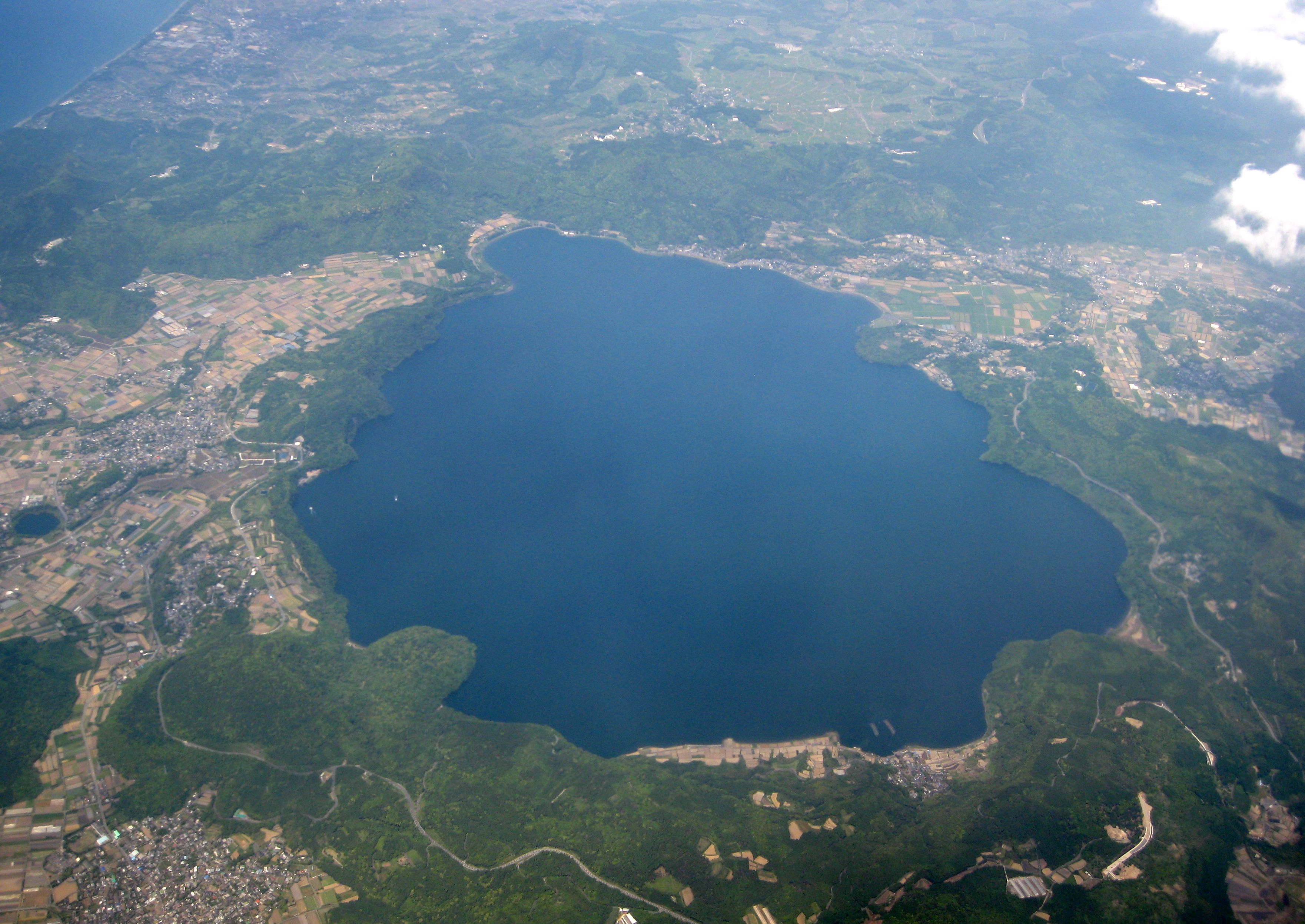
池田湖

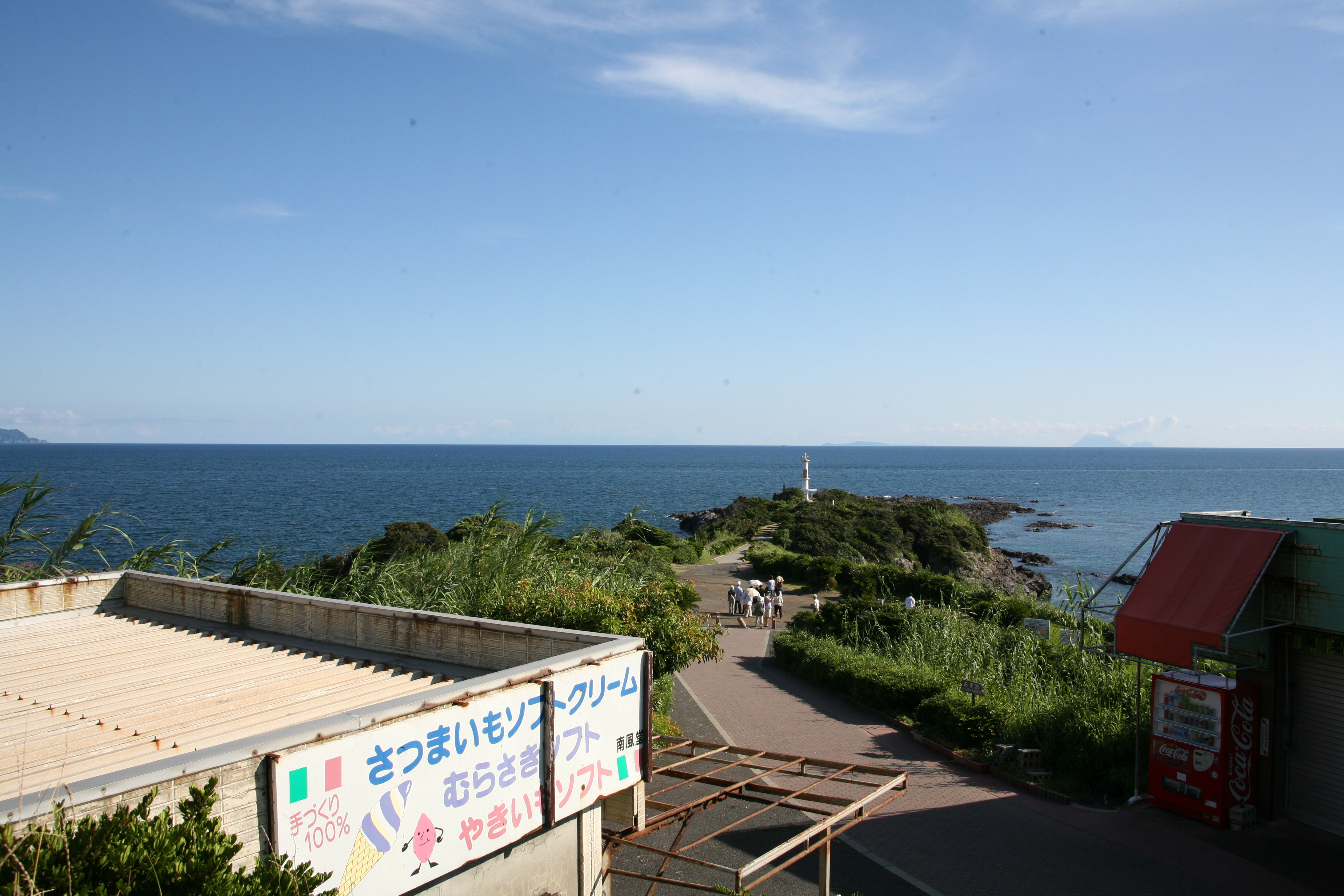
長崎鼻

### 名所
- 池田湖
  - 九州最大の湖。カルデラ湖。周囲15km、最深部で233m。
  - 5500年前の火山活動で湖が形成された。
  - 1970年頃の統計によれば、「透明度26m」と記録されている。現在の湖面は水質汚染が進んだ結果、濁っている。
  - 1978年、この湖で怪獣を見た、との情報があり、イギリス・ネス湖のネッシーにちなんで「イッシー」と名づけられた。
  - 毎年1月ごろに湖岸を菜の花が荘厳に彩る。毎年1月の第二日曜日に催される「いぶすき菜の花マラソン」の名前はこの菜の花に因み、池田湖岸の道路は同マラソンのコースに採用されている。
- 長崎鼻
- 山川発電所
- 唐船峡そうめん流し
- 枚聞神社（別表神社指定）
- 揖宿神社
- 開聞山麓自然公園
- 指宿いわさきホテル
  - 1996年の7月に開催された全国フリースロー選手権大会にて地元局の中継所として使用し、その勢いで全国さらには完全優勝も果たしたことから全国のホテルの中でも飛び切り縁起の良いホテルとして有名に。
- 成川遺跡：成川式土器が出土[9][10]。
- 橋牟礼川遺跡：国の史跡。縄文土器と弥生時代以降の土器の年代差を初めて立証した遺跡。
- 弥次ヶ湯古墳：市指定史跡。日本最南端の円墳。
- 岩崎美術館・工芸館 - 岩崎與八郎の個人美術館

### 観光
- 指宿温泉

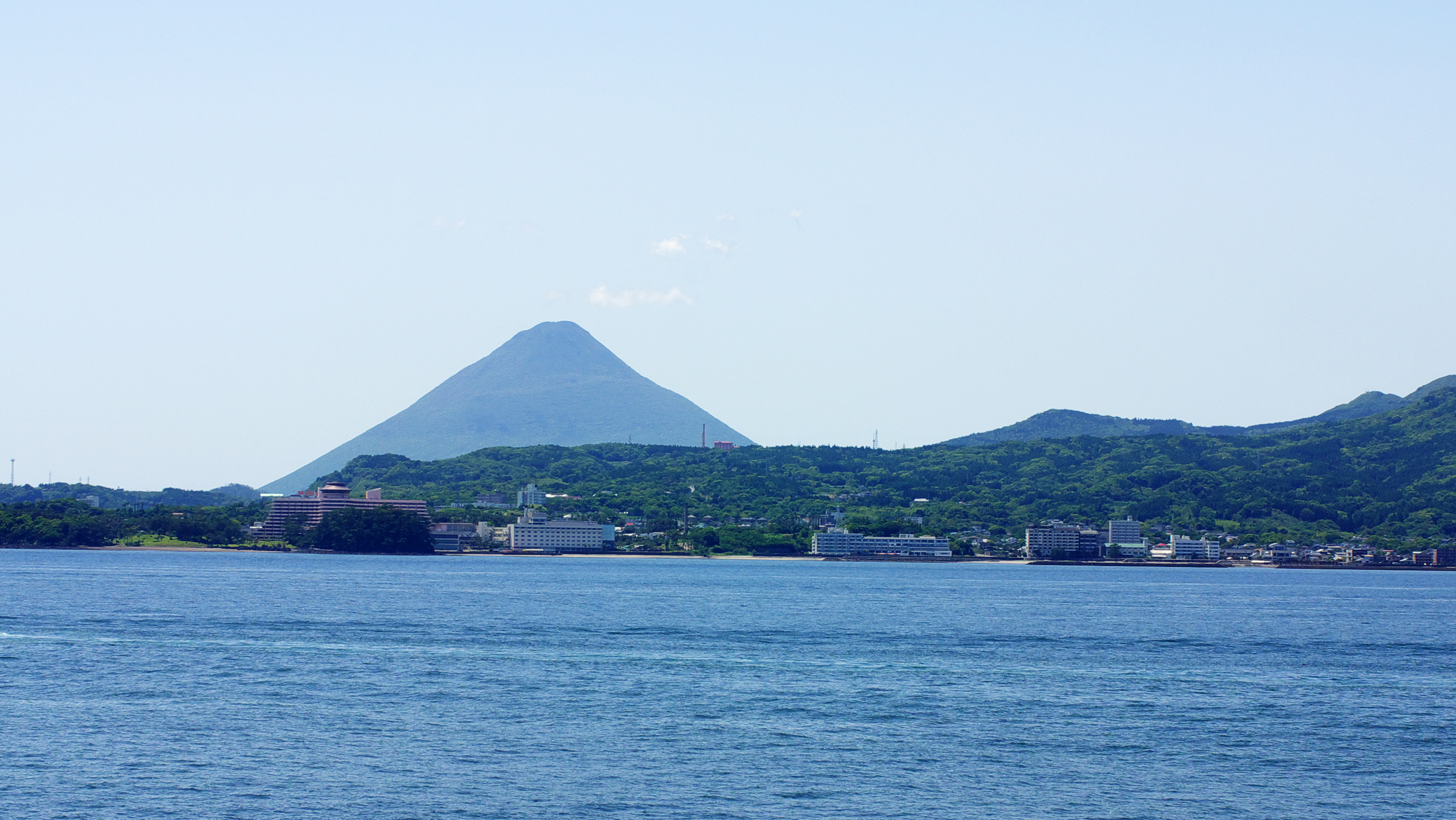
指宿温泉街と背後に開聞岳

指宿市内に設置されているポケットモンスター、イーブイとその進化系のマンホールの蓋（ポケふた）。「いぶすき」と「イーブイ好き」の語呂合わせでイーブイが指宿市スポーツ・文化交流大使に任命され、2018年12月にマンホールの蓋が設置された。

薩摩藩島津家の領主が湯治に使っていたという「殿様湯」は現在も残っている。
市内どこでも1m掘ればお湯が湧き出る、と言われるほど湯量は豊富。実際、海岸には温泉が流れ出るところがある。これを利用したのが砂むし温泉。海岸に寝そべって上から砂をかけてもらうと熱気で徐々に体が温まり、その効果はサウナに似て非なるもの。温泉ファンならずとも一度は試してみたいものとして人気がある。
- 知林ヶ島（かおり風景100選：指宿知林ヶ島の潮風）

干潮時には対岸と砂の道でつながり、島へ渡れたが、2006年の台風13号の影響で砂州が流され、一時期閉鎖されていた。しかし2007年3月には、砂州が復活した事が確認されている。
- 魚見岳自然公園[12]
- 砂むし会館「砂楽」(さらく)
- 山川温泉（砂むし温泉、ヘルシーランド温泉）
- 鰻温泉
- 開聞温泉
- 浜児ヶ水区温泉
- 成川区温泉
- 岡児ヶ水区温泉
- フラワーパークかごしま
- 開聞山麓自然公園

### 祭り
- 指宿温泉祭： 9月
- 山川みなとまつり  ： 6月
- 開聞そうめんまつり： 8月
- いぶすき産業まつり： 11月

## 著名な出身者
- 三反園訓　元・テレビ朝日コメンテーター・前鹿児島県知事（第50代）・衆議院議員（1期・自民党二階派）
- 上林山榮吉　元・衆議院議員　元・防衛庁長官
- 豊留悦男　元・指宿市長
- 打越明司　指宿市長　元・鹿児島県県議会議員　元・衆議院議員
- 上野至大　元・NTT西日本社長
- 郡山史郎　元・ソニーPCL社長
- 前田利右衛門　江戸時代にサツマイモを普及させた農業功労者
- 田上松衛（参議院議員）※旧山川町出身

### 芸術・文化・芸能
- 大平静香（アイドル・女優）
- 三福エンターテイメント（お笑いタレント、元ザンゼンジ）
- バロン吉元（漫画家・画家）
- 川原泉（漫画家）
- 西炯子（漫画家・イラストレーター）
- やまもとりえ（漫画家・イラストレーター）
- 迫田孝也（俳優）※小学校時代居住

### スポーツ
- 山﨑浩子（元新体操選手・タレント・スポーツライター）
- 田之上慶三郎（元プロ野球選手 - 福岡ソフトバンクホークス）
- 星岩涛祐二（元大相撲力士）
- 上本大海（プロサッカー選手 - 鹿児島ユナイテッドFC）
- 及川真夢（バレーボール選手 - 岡山シーガルズ）
- 迫田郭志（バレーボール選手-フラーゴラッド鹿児島）

## 指宿市を舞台とした作品
- 地球戦隊ファイブマン（第25、26話で舞台となった）
- 青い鳥 (テレビドラマ)
- 篤姫 (NHK大河ドラマ)
- いぬむこいり[13]
- 愚者の楽園（漫画）
- 鉄オタ道子、2万キロ（第8話「鹿児島県・西大山駅/JR最南端の駅へ」）